# Victor Slezak
Victor Slezak (* 30. Juli 1957 in Youngstown, Ohio) ist ein US-amerikanischer Schauspieler.

## Leben
Victor Slezak studierte Schauspiel unter Uta Hagen und ist seit Mitte der 1980er-Jahre regelmäßig in US-amerikanischen Film- und Fernsehproduktionen zu sehen. Üblicherweise tritt er in Nebenrollen auf, in vielen Fällen als Autorität ausstrahlende Persönlichkeit aus der Politik oder dem Militär. Eine seiner ersten Kinorollen hatte er als Sohn von Meryl Streep in Clint Eastwoods Liebesdrama Die Brücken am Fluß von 1995. Es folgten kleinere und größere Nebenrollen in Filmen wie Vertrauter Feind (1997), Ausnahmezustand (1998), The Cat’s Meow (2001), Bride Wars – Beste Feindinnen (2009), Salt (2010) und Land der Gewohnheit (2018). Daneben trat er in den letzten Jahrzehnten als Gastdarsteller in vielen bekannten Serien wie Miami Vice, Law & Order, Person of Interest und Homeland in Erscheinung. In der kontroversen Serie Hunters war er 2020 als Wernher von Braun zu sehen.
Neben seinen Film- und Fernsehrollen arbeitet Slezak auch regelmäßig am Theater. Zwischen 1997 und 1998 trat er am Broadway als John F. Kennedy in der Produktion Jackie: An American Life an der Seite von Margaret Colin auf. Kennedy sollte er nochmals in dem Zeitreisefilm Timequest von 2000 spielen. Von 2002 bis 2003 war er in einer Broadway-Version von Die Reifeprüfung in der Rolle des Mr. Robinson zu sehen. 2007 war er zudem in der Off-Broadway-Produktion Beauty on the Vine am Harold Clurman Theatre zu sehen, in der er die Rolle des Vaters von Olivia Wildes Figur verkörperte.
Slezak ist seit 1999 in zweiter Ehe mit Leslie Rawlings verheiratet und hat mit ihr ein Kind. Es besteht keinerlei Verwandtschaft zu den Schauspielern Walter Slezak und Erika Slezak. Sein Nachname ist tschechischen Ursprungs und bedeutet so viel wie „Schlesier“.

## Filmografie (Auswahl)

### Kino
- 1987: Pinguine in der Bronx (Five Corners)
- 1991: Agenten leben einsam (Bed and Breakfast)
- 1991: Strictly Business
- 1993: Streets of New York (The Saint of Fort Washington)
- 1995: Im Sumpf des Verbrechens (Just Cause)
- 1995: Rangoon (Beyond Rangoon)
- 1995: Die Brücken am Fluß (The Bridges of Madison County)
- 1997: Vertrauter Feind (The Devil’s Own)
- 1998: Fool’s Gold
- 1998: One Tough Cop
- 1998: Ausnahmezustand (The Siege)
- 2000: The Atrocity Exhibition
- 2000: Lost Souls – Verlorene Seelen (Lost Souls)
- 2000: Timequest
- 2001: The Cat’s Meow
- 2005: The Notorious Bettie Page
- 2008: Eine für 4 – Unterwegs in Sachen Liebe (The Sisterhood of the Traveling Pants 2)
- 2009: The International
- 2009: Taking Chance
- 2009: Bride Wars – Beste Feindinnen (Bride Wars)
- 2009: Veronika beschließt zu sterben (Veronika Decides to Die)
- 2010: Salt
- 2011: Atemlos – Gefährliche Wahrheit (Abduction)
- 2012: The Reluctant Fundamentalist – Tage des Zorns (The Reluctant Fundamentalist)
- 2013: Muhammad Alis größter Kampf (Muhammad Ali’s Greatest Fight)
- 2014: Für immer Single? (That Awkward Moment)
- 2018: Land der Gewohnheit (The Land of Steady Habits)
- 2019: The Report
- 2024: Babygirl
- 2024: The Order

### Fernsehen
- 1984–1985: Springfield Story (Seifenoper)
- 1988: Crime Story (1 Folge)
- 1989: Miami Vice (1 Folge)
- 1989: Hawk (1 Folge)
- 1991: Darrow (Fernsehfilm)
- 1992: Teamster Boss: The Jackie Presser Story (Fernsehfilm)
- 1993: Die Abenteuer des jungen Indiana Jones (The Young Indiana Jones Chronicles, 1 Folge)
- 1995: New York Undercover (1 Folge)
- 1998–1999: Hyperion Bay (6 Folgen)
- 1992–2000: Law & Order (4 Folgen)
- 2001: The Ponder Heart (Fernsehfilm)
- 2002: Entscheidung im Weißen Haus (Path to War; Fernsehfilm)
- 2002: Witchblade (1 Folge)
- 2003: Criminal Intent – Verbrechen im Visier (Law & Order: Criminal Intent, 1 Folge)
- 2005: Jonny Zero (1 Folge)
- 2006: Law & Order: Special Victims Unit (1 Folge)
- 2010: Jung und Leidenschaftlich – Wie das Leben so spielt (As the World Turns, 12 Folgen)
- 2011: Too Big to Fail – Die große Krise (Too Big to Fail; Fernsehfilm)
- 2011–2012: Treme (5 Folgen)
- 2012: Person of Interest (1 Folge)
- 2012: Homeland (1 Folge)
- 2012–2018: Blue Bloods – Crime Scene New York (Blue Bloods, 8 Folgen)
- 2013–2016: Hell on Wheels (6 Folgen)
- 2014: The Blacklist (1 Folge)
- 2015: The Messengers (6 Folgen)
- 2019: Succession (2 Folgen)
- 2020: Hunters (1 Folge)